# 石川県道205号八田南森本線
石川県道205号八田南森本線（いしかわけんどう205ごう はったみなみもりもとせん）は、石川県金沢市内を通る一般県道（石川県道）である。

## 路線概要
- 起点：石川県金沢市八田町東1355番1地先（＝八田北交差点）
- 終点：石川県金沢市弥勒町カ56番2地先（＝森本北交差点・石川県道215号森本津幡線、石川県道201号蚊爪森本停車場線交点）

起点は、金沢市北部の八田町。起点より南東に進み、老人健康センター寿康園付近でクランクに折れ、寿康園前交差点から南東へ進む。南森本交差点で国道8号と立体交差し、森下川左岸に沿ってさらに南東に進む。森本大橋南詰で右折し、南に進み、金沢市役所森本支所前を経て、IRいしかわ鉄道線を跨線橋で渡り、終点の森本北交差点に至る。
国道8号と立体交差している南森本交差点は、金沢・白山方面からの出口および入口のあるハーフインターチェンジの形式である。このため、津幡・高岡方面とは接続していない。
北陸線を跨ぐ森本跨線橋は、菊知坂とも呼ばれ、かつて多くの桜が植えられ、桜並木の坂道として知られていた。北陸新幹線高架橋の新設によって、そのほとんどは撤去され、現在は一部が残るのみである。
なお、終点の森本北交差点のすぐ南にある森本交差点では、国道359号と接続している。

## 歴史
- 1960年（昭和35年）10月15日：路線認定。

## 通過する自治体
- 石川県
  - 金沢市

## 接続道路
- 国道8号（金沢市南森本町・南森本交差点）
- 石川県道215号森本津幡線、石川県道201号蚊爪森本停車場線（金沢市弥勒町・森本北交差点：終点）

## 周辺施設
- 河北潟
- 森下川
- 石川県農業総合研究センター
- 金沢競馬場
- 湖南公民館
- 八田保育所
- 特別養護老人ホーム石川県八田ホーム
- 金沢市デイサービスセンター湖陽苑
- 介護老人保健施設 石川県立老健ホームいしかわ
- 石川県老人健康センター 寿康苑
- 北部公園
- 石川県立金沢向陽高等学校
- 金沢市立森本小学校
- 石川日野自動車 本社
- 金沢市森本市民センター
- 金沢市消防局駅西消防署 森本出張所
- JA金沢市 森本支店
- 金沢市立森本中学校
- 菊知坂公園
- 石川県立いしかわ特別支援学校
- マイモールモリモト
- 森本ターミナルビル ファ・ミ・レ
  - 金沢おぐら座
- IRいしかわ鉄道線 森本駅